# کاهش زادآوری

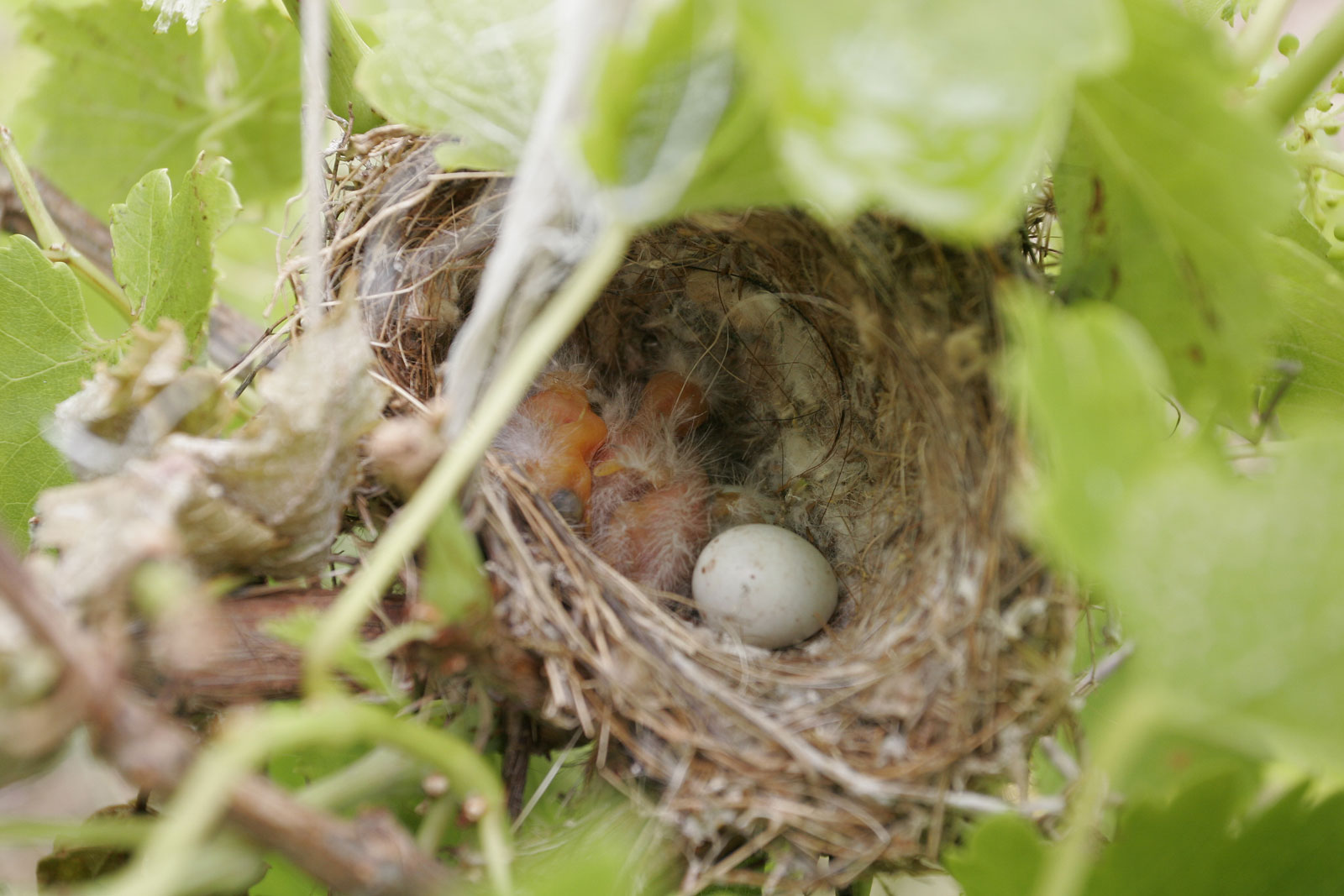
لانه پرنده‌ای که در آن ناهمزمانی جوجه ازتخم‌درآمده در آن رخ می‌دهد.

کاهش زادآوری (به انگلیسی: Brood reduction) زمانی رخ می‌دهد که تعداد لانه‌گزینی‌ها در جوجه‌های پرندگان کاهش می‌یابد، معمولاً به این دلیل که منابع محدودی در دسترس است. این می‌تواند به‌طور مستقیم از طریق کودک‌کشی یا به‌طور غیرمستقیم از طریق رقابت بر سر منابع بین خواهر و برادر رخ دهد. والدین پرندگان اغلب بیش از آنچه که می‌توانند از آنها مراقبت کنند، فرزندان تولید می‌کنند که سبب مرگ برخی از بچه‌های لانه می‌شود. کاهش زادآوری در اصل توسط دیوید لاک در فرضیه کاهش زادوولد برای توضیح وجود ناهمزمانی تخم در بسیاری از گونه‌های پرندگان توضیح داده شد.

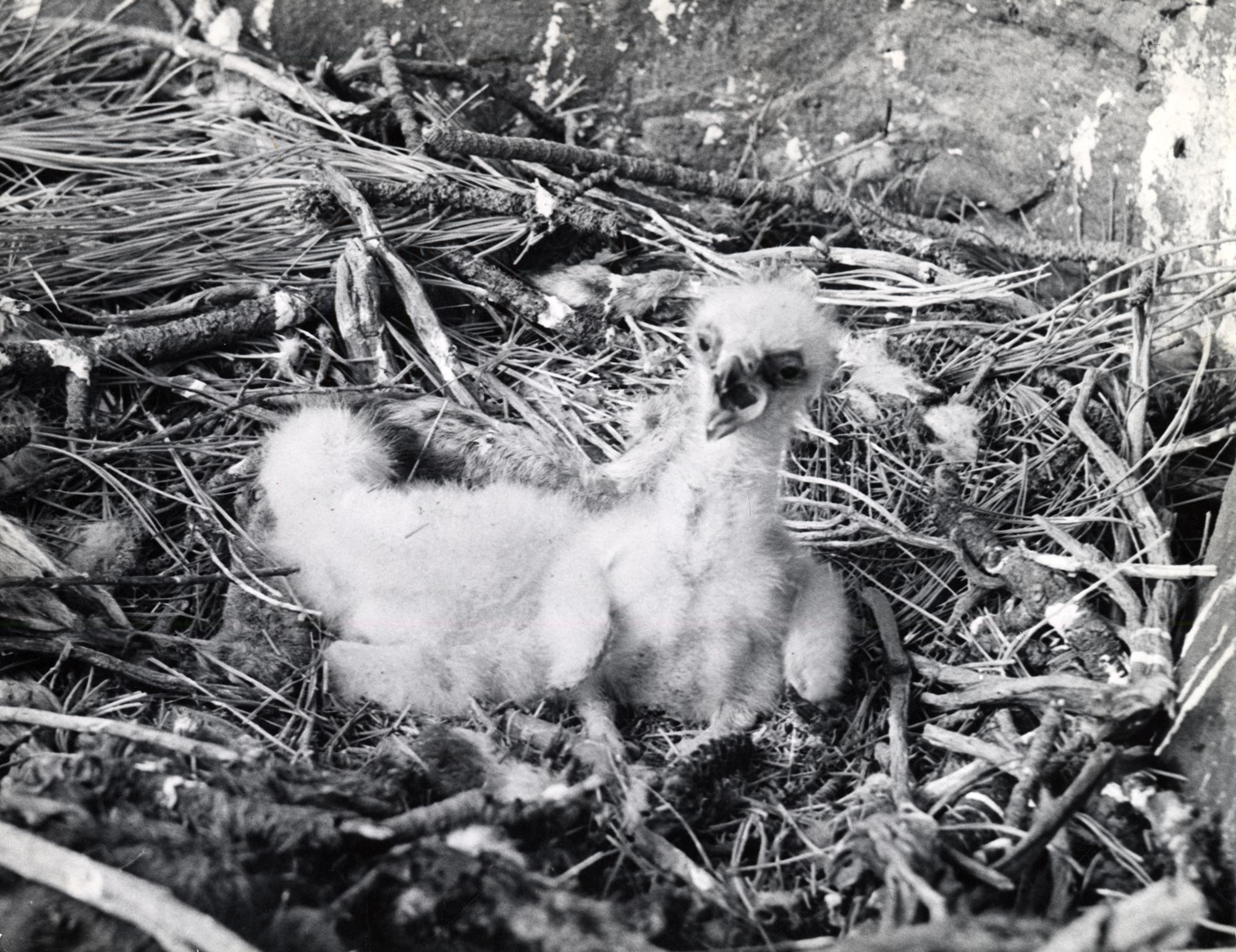
جوجهٔ عقاب طلایی

ناهمزمانی جوجه‌کشی زمانی رخ می‌دهد که والدین تخم‌های خود را پیش از تخم‌گذاری جوجه‌کشی را آغاز می‌کنند. اگر منابع محدود باشد، به سود والدین است تا اجازه کاهش بچه‌ها را بدهند، زیرا میزان کاری را که باید انجام دهند کاهش می‌دهد و شانس زنده ماندن و تولیدمثل دوباره در سال‌های آینده را افزایش می‌دهد.
کاهش زادآوری در بسیاری از گونه‌های پرندگان از جمله پرندگان دریایی مانند کاکایی پاسیاه، پرندگان شکاری مانند باز سوینسون و چندین گونه عقاب، و پرندگان آوازخوان از جمله زاغی‌های نوک‌سیاه و الیکایی خانگیدیده شده است.

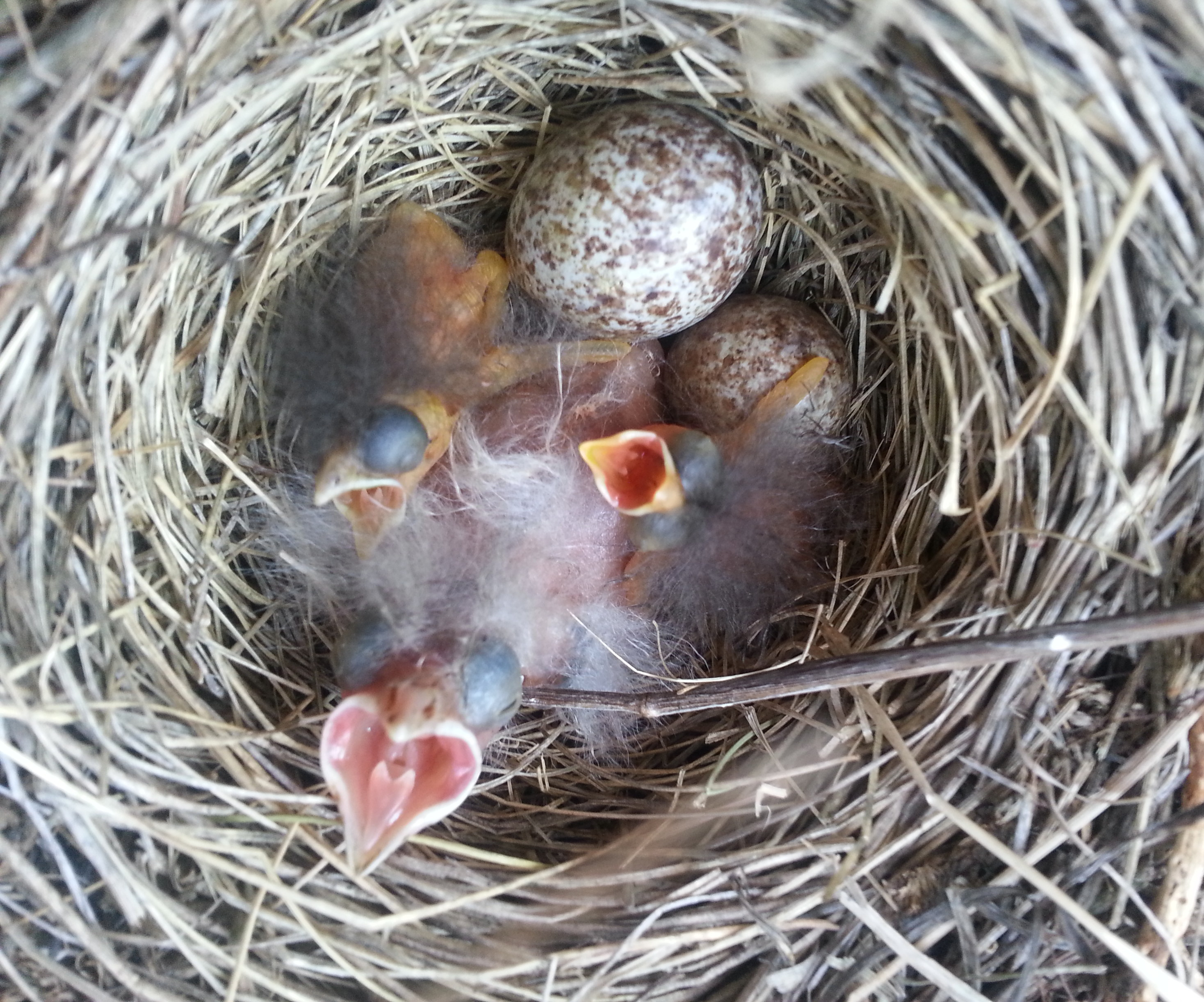
پرنده گاوی سرقهوه‌ای به عنوان انگل زادآوری